# Zelkovaphis trinacriae
Zelkovaphis trinacriae är en insektsart. Zelkovaphis trinacriae ingår i släktet Zelkovaphis och familjen långrörsbladlöss. Inga underarter finns listade i Catalogue of Life.